# Kirby's Dream Land 2
Kirby's Dream Land 2, noto in Giappone come Hoshi no Kirby 2 (星のカービィ2?, Hoshi no Kābī Tsū, lett. "Kirby delle stelle 2"), è un videogioco platform, sviluppato da HAL Laboratory e prodotto da Nintendo, per Game Boy. È stato pubblicato in Giappone, il 21 marzo 1995 e poi in Nord America il 1º maggio 1995, infine è stato messo in commercio in Europa, il 31 luglio 1995. 
Kirby's Dream Land 2, continua le avventure di Kirby, riprendendole, da Kirby's Dream Land e Kirby's Adventure. Un particolare fondamentale del gioco è l'aggiunta di tre nuovi amici animali, che aiuteranno Kirby in battaglia. Il gioco può essere giocato anche su Super Game Boy, con l'aggiunta di rumori extra, modifica nel colore di Kirby e molto ancora.
Era prevista una nuova versione di Kirby's Dream Land 2, con il nome di Kirby's Dream Land 2 DX, per Game Boy Color. L'idea è stata poi eliminata, come l'idea di un Metroid II: Return of Samus DX.

## Trama
Un giorno i ponti che univano le Isole Arcobaleno di Dream Land sono stati rubati da un terribile essere chiamato Dark Matter, che ha anche posseduto King Dedede, con l'intento di devastare Dream Land (anche se in seguito agli eventi di Kirby's Dream Land 3 si pensa fosse solo in avanscoperta per il colpo grosso da parte del suo generale: Zero). Kirby, allora, si propone di sconfiggere Dark Matter grazie anche all'aiuto dei suoi amici animali: il criceto Rick, il pesce Kine e il gufo Coo. Inizia così l'avventura per Kirby, che dopo aver viaggiato per sei mondi, in compagnia di tre nuovi amici animali e, aver sconfitto tutti i mini-boss, raggiunge King Dedede, che però risulterà troppo potente. Per indebolire Dedede, Kirby, dovrà raccogliere tutti gli arcobaleni sparsi per i livelli. Una volta aver sconfitto King Dedede e averlo liberato da Dark Matter, Kirby dovrà combattere contro quest'ultimo e avrà la meglio grazie al potere della Spada Arcobaleno formata da tutte le Lacrime di arcobaleno raccolte da Kirby durante la sua avventura. Dark Matter viene così sconfitto e Kirby con la Spada Arcobaleno ricostruisce i ponti per riunire le Isole Arcobaleno, riportando la pace a Dream Land.

## Modalità di gioco
Kirby's Dream Land 2, come i precedenti giochi di Kirby, è un platform. Kirby è in grado di camminare, saltare e volare, in una vasta varietà di livelli utilizzando diversi alleati e poteri speciali, al fine di raggiungere la fine del livello. Tuttavia, una serie di ostacoli si troveranno sul suo cammino. Se Kirby si scontra con un nemico, prende un punto di danno e se tutta la barra danno è completa, o se Kirby finisce in un burrone, il giocatore perde una vita.

## Accoglienza
Kirby's Dream Land 2 ha venduto più di un milione di copie. Al momento della pubblicazione, Famicom Tsūshin ha assegnato alla versione per Game Boy del gioco il punteggio di 29 su 40. I quattro revisori di Electronic Gaming Monthly hanno avuto reazioni diverse al gioco, ma hanno elogiato unanimemente la solida grafica e l'ampia varietà di abilità che Kirby può acquisire. Anche GamePro ha apprezzato le molte abilità di Kirby, benché il gioco riciclasse troppi contenuti dell'originale Kirby's Dream Land.
Nintendo Power lo ha indicato come il decimo miglior videogioco per Game Boy/Game Boy Color, lodandolo per aver aggiunto la possibilità di ottenere nuovi poteri mangiando i nemici.  Inoltre, il gioco è divenuto noto per essere uno dei più difficili da completare della serie.